# Valentina Arrighetti
Valentina Arrighetti (ur. 26 stycznia 1985 w Genui) – włoska siatkarka, grająca na pozycji środkowej. reprezentantka kraju.

## Sukcesy reprezentacyjne
Grand Prix:
- 2007, 2010

Volley Masters Montreux:
- 2009

Letnia Uniwersjada:
- 2009

Mistrzostwo Europy:
- 2009

Puchar Wielkich Mistrzyń:
- 2009

Puchar Piemontu:
- 2010

Puchar Świata:
- 2011

Igrzyska Śródziemnomorskie:
- 2013

## Sukcesy klubowe
Puchar Włoch:
- 2008

Liga Mistrzyń:
- 2009, 2010
- 2013

Klubowe Mistrzostwa Świata:
- 2010

Mistrzostwo Włoch:
- 2011, 2016
- 2014

Superpuchar Włoch:
- 2011, 2012

Mistrzostwo Azerbejdżanu:
- 2015

## Nagrody indywidualne
- Nagroda Arnaldo Eynarda  (najlepsza siatkarka do lat 20)- 2003/2004